# Frente Español
El Frente Español fue un partido político español nacionalista de tipo "plataforma", constituido en 2002 y dirigido por Blas Piñar y Jesús López. Formaban parte de él FE/La Falange, Fuerza Nueva, España 2000 y los sindicatos Fuerza Nacional del Trabajo (FNT) de Valencia y de Valladolid, así como otras asociaciones.
El 25 de enero del 2003 unas 3.000 personas asistieron en Madrid al primer acto público del Frente Español para reivindicar la unidad nacional y evitar «la fragmentación» del país.
El Frente Español apenas cumplió seis meses desde su presentación, dado que la exclusión de España 2000 en abril de 2003 y el abandono en julio del mismo año de los dirigentes procedentes de Fuerza Nueva para fundar sucesivamente Alternativa Española dejaron la plataforma vacía de contenido, la cual se autodisolvió debido a este hecho.
En 2008 debido a conflictos legales con Falange Española de las JONS se refundó Frente Español, para ser la sigla que utilizaría La Falange Española con respecto a concurrir a comicios en ese mismo año y en los posteriores hasta 2011, año en el que resuelta la disputa antes mencionada, se desintegraría.